# Temeka Johnson
Temeka Johnson, née le 6 septembre 1982 à La Nouvelle-Orléans (Louisiane), est une joueuse professionnelle de basket-ball. Elle joue au poste de meneuse de jeu.

## Biographie
Elle évolue au lycée "Bonnabel" à La Nouvelle-Orléans, Louisiane et joue ensuite pour les Lady Tigers de LSU de 2002 à 2005, sortant diplômée de l'Université d'État de Louisiane en 2005. Elle bat le record de passes décisives en carrière de LSU. Elle obtient plusieurs distinctions dont: MVP du tournoi SEC, membre de l'équipe du tournoi SEC 2002 et 2003 et membre de la conférence SEC 2004 et 2005. Johnson est membre de l'équipe américaine championne du monde espoirs en 2003 en Croatie. En 2005, elle remporte le Nancy Lieberman Award, trophée la meilleure meneuse de jeu universitaire.
Johnson est sélectionnée au 6e rang de la draft 2005 par les Mystics de Washington. Elle est critiquée pour être trop petite pour jouer dans une ligue professionnelle (1,60 m). Mais elle répond en obtenant le trophée de WNBA Rookie of the Year en 2005 et se classe au 2e rang de la ligue au nombre de passes décisives. Au début de la saison 2006, elle est transférée aux Sparks de Los Angeles, où elle joue trois saisons. Puis elle rejoint le Mercury de Phoenix, avec lesquels elle décroche le titre de championnes WNBA 2009.
Elle porte le maillot de Raanana en Israël en 2008-2009. En 2009-2010, après avoir joué un mois au Maccabi Ashdod, elle joue en France pour l'USO Mondeville. En 12 matches, elle marque en moyenne 13,4 points avec une adresse de 57,0 % à 2 points et 46,7 % à 3 points.
Le 24 juillet 2014, alors que Sue Bird était forfait, elle réussit un triple-double (13 points, 10 rebonds et 11 passes décisives), le cinquième de l'histoire de la WNBA, face au Liberty de New York lors d'une défaite 84 à 80 en prolongation. En mars 2015, elle retourne aux Sparks après deux saisons à Seattle (7,9 points, 3,6 passes décisives et 2,3 rebonds en 66 rencontres).
Elle s'implique personnellement dans sa fondation, HOPE (Heaven Opens People’s Eyes), pour aider des personnes dans le besoin ou à réussir, soutenue financièrement par des joueuses comme Ketia Swanier ou Sylvia Fowles.

## Palmarès
- Championne WNBA 2009

## Distinctions personnelles
- Rookie de l'année de la saison 2005[8]